# أبو محمد القاسم الحريري
أَبُو مُحَمَّدٍ القَاسِمُ بْنُ عَلِيِّ بْنِ مُحَمَّدِ بْنِ عُثْمَانَ الحَرِيرِيُّ البَصْرِيُّ الحَرَامِيُّ الشَّافِعِيُّ المعروفُ بِالحَرِيرِيِّ أديبٌ من أدباء البصرة (446هـ/1054م - 6 رجب 516 هـ/11 سبتمبر 1122م) من أكبر أدباء العرب، وصاحب المقامات. لم يبلغ كتاب من كتب الأدب في العربية ما بلغته مقامات الحريري من بُعد الصيت واستطارة الشهرة، ولم يكد الحريري ينتهي من إنشائها حتى أقبل الوراقون في بغداد على كتابتها، وتسابق العلماء على قراءتها عليه، وذكروا أنه وقَّع بخطه في عدة شهور من سنة (514 هـ - 1110م) على سبعمائة نسخة، وبلغ من شهرتها في حياة الحريري أن أقبل من الأندلس فريق من علمائها لقراءة المقامات عليه، ثم عادوا إلى بلادهم حيث تلقاها عنهم العلماء والأدباء، وتناولوها رواية وحفظًا ومدارسة وشرحًا.

## حياته
ولد بالمشان، وهي من ضواحي مدينة البصرة سنة (446 هـ - 1054م)، ولما شبَّ عن الطوق رحل إلى البصرة، وسكن في محلة بني حرام، وهي قبيلة عربية كانت تسكن البصرة، وتأدب بها، واتصل أبو الحسن المجاشعي، فقرأ عليه العربية، ودرس الفقه على أبي إسحاق الشيرازي، كما سمع الحديث من عدد غير قليل من الحفاظ والمحدثين.
وكان الحريري من ذوي الغنى واليسار إلى جانب علمه الواسع، وتمكنه من فنون العربية، وكان له بقريته «المشان» ضيعة كبيرة مليئة بالنخل، وكان له بالبصرة منزل يقصده العلماء والأدباء وطالبو العلم، يقرءون عليه ويفيدون من علمه.
وكان الحريري مفرطًا في الذكاء، آية في الحفظ وسرعة البديهة، غاية في الفطنة والفهم، فما كاد يفرغ من تلقيه العلم حتى جذب الأنظار إليه، وعُين في ديوان الخلافة في منصب «صاحب الخبر»، وهي وظيفة تشبه هيئة الاستعلامات في عصرنا، ولا يُعرف على وجه اليقين متى تقلدها، لكنه ظل بها إلى أن تُوفي.

## مقامات الحريري
المقامات فن من فنون الكتابة العربية ابتكره بديع الزمان الهمذاني، وهو نوع من القصص القصيرة تحفل بالحركة التمثيلية، ويدور الحوار فيها بين شخصين، ويلتزم مؤلفها بالصنعة الأدبية التي تعتمد على السجع والبديع.
يحكي الحريري عن سبب إنشائه المقامات التي بدأ في كتابتها في سنة 495 هـ/1101 م وانتهى منها عام 504 هـ/1110 م، فيقول: «إن أبا زيد السروجي كان من أهل البصرة، وكان شيخًا شحاذاً أديباً بليغاً فصيحاً، ورد البصرة، فوقف في مسجد بني حرام ، فسلّم، ثم سأل، وكان المسجد غاصاً بالفضلاء، فأعجبتهم فصاحته وحسن كلامه، وذكر أسر الروم ولده، فاجتمع عندي عشية جماعة، فحكيت ما شاهدت من ذلك السائل، وما سمعت من ظرفه، فحكى كل واحد عنه نحو ما حكيت، فأنشأت المقامة الحرامية، ثم بنيت عليها سائر المقامات التي تبلغ خمسين مقامة».

### البطل والراوي
وقد نسب الحريري رواية هذه المقامات إلى الحارث بن همام، فهو الذي يروي أخبارها، ويقول ابن خلكان: إنه قصد بهذا الاسم نفسهُ، ونظر في ذلك إلى قول النبي محمد (صلى الله عليه وسلم): «"كلكم حارث وكلكم همام"» فالحارث: الكاسب، والهمام كثير الاهتمام بأموره، وما من شخص إلا وهو حارث وهمام، وقول النبي محمد (صلى الله عليه وسلم) أيضاً: «" أحب الأسماء إلى الله عبد الله وعبد الرحمن، وأصدقها حارث وهمام، وأقبحها حرب ومرة"» ،
أما بطل هذه المقامات فهو أبو زيد السروجي، وهو متسول يعتمد على حسن الكلام وسحر البيان في جذب اهتمام الناس، واستلاب عواطفهم، واستمالة عقولهم ليمنحوه صدقاتهم. وتختلف الروايات في حقيقة أبي زيد السروجي، فمن قائل إنه اسم خيالي وضعه الحريري صاحب المقامات، واستوحاه من صورة الشحاذ الذي لقيه في مسجد بني حرام بالبصرة، في حين يذهب البعض أنه شخصية حقيقية، والأقرب إلى الصواب أن أبا زيد السروجي شخصية نسجها خيال الحريري، ليحوك من حولها حيل أديب متسول، مثلما اتخذ بديع الزمان الهمذاني من أبي الفتح الإسكندري بطلاً لمقاماته.
وتبدأ المقامات بلقاء بين الحارث بن همام وأبي زيد السروجي في صنعاء، وهما في ريعان الشباب وربيع العمر، حيث لقي الحارث أبا زيد خطيبًا واعظًا في جمع من الناس، ثم تبعه فعرفه مخادعًا كذابًا، وعلى هذا اللقاء بنى الحريري المقامة الأولى، وأطلق عليها «المقامة الصنعانية»، ثم أخذ الحارث يجوب البلاد ويواصل الأسفار ليلقى أبا زيد في أماكن مختلفة، في ساحات القضاء، ومجالس الولاة، وأندية الأدباء، ثم يلتقيان في مسجد البصرة، وقد تقدم بهما العمر، وهدَّ جسدهما طول الزمن، فإذا أبو زيد يقف في حشد من الناس يعلن توبته، ويندم على ما قدّم من ذنوب وآثام، ثم يعزم على العودة إلى بلده «سروج» وينصرف إلى العبادة والصلاة، أما الحارث بن همام فيتوقف عن السفر والترحال، ويجنح إلى الراحة، ويكون هذا هو آخر لقاء بينهما، وبه تنتهي المقامة الخمسون آخر المقامات.

### بين القص والصنعة البيانية

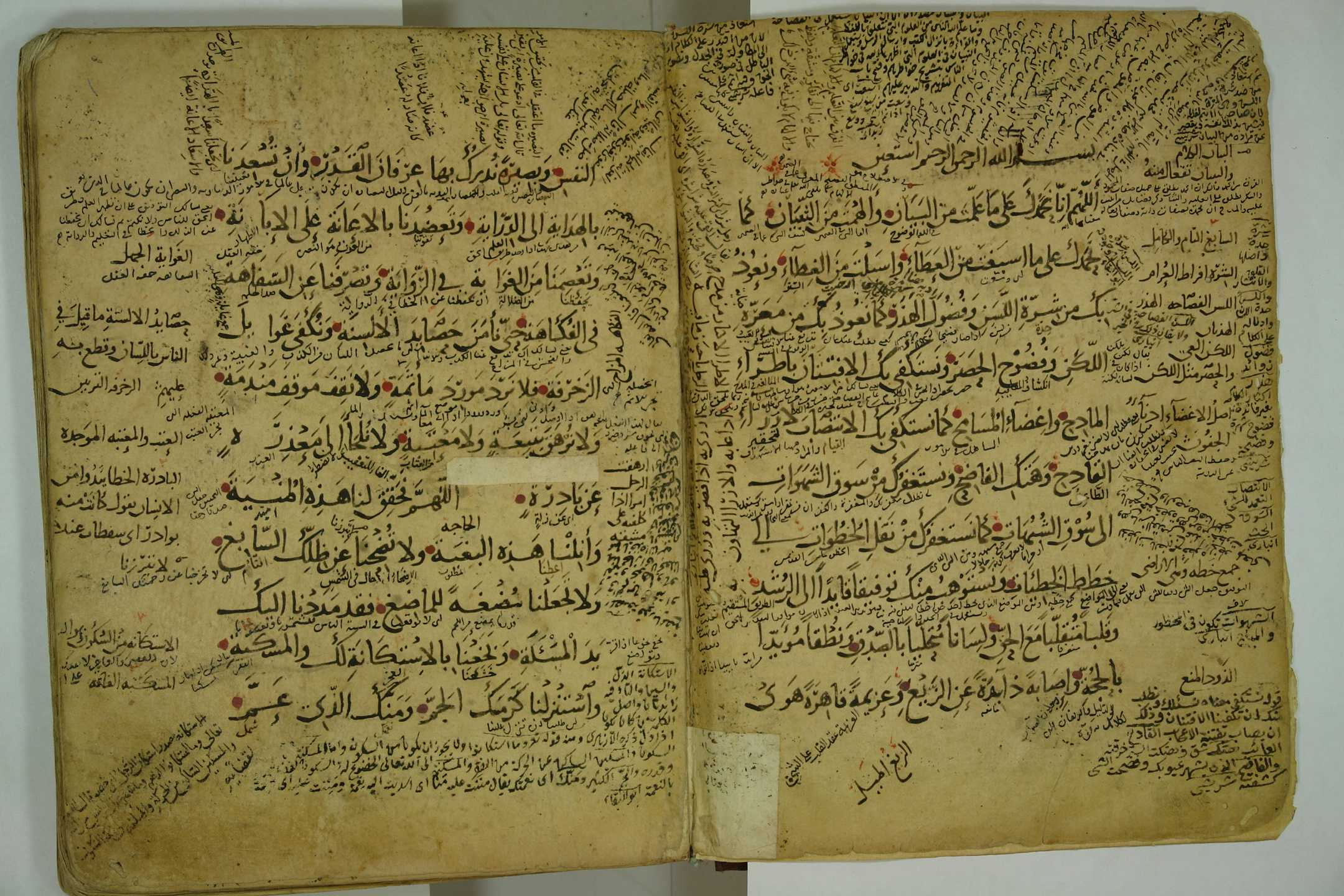
صفحات من مقامات الحريري تعود الى عام 1178م.

تجمع المقامات التي أنشأها الحريري بين متعة القص والحكي وتحقيق الغاية البيانية البلاغية، ويذكر في مقدمة عمله مقصده بقوله: «"أنشأت خمسين مقامة تحتوي على جد القول وهزله، ورقيق اللفظ وجزله، وغرر البيان ودرره، وملح الأدب ونوادره، إلى ما وشحتها به من الآيات، ومحاسن الكنايات ووضعته فيها من الأمثال العربية واللطائف الأدبية، والأحاجي النحوية والفتاوى اللغوية، والرسائل المبتكرة، والمواعظ المبكية، والأضاحيك الملهية"» 
غير أن الصنعة البيانية قد غلبت على القص والحكاية، وزاد من افتتان الناس بها البراعة الفائقة والقدرة الفذة التي كتب بها الحريري هذا العمل، وكأن المعجم العربي قد نُثِر كله بين يديه يختار منه ما يشاء في صنعة عجيبة وإحكام دقيق.
ولم يكتف الحريري بالسجع والمحسنات البديعية في مقاماته، وإنما أضاف إليها أمورًا أخرى غاية في التعقيد، لكنه تجاوز هذا التعقيد في براعة فائقة، فأورد في المقامة السادسة التي بعنوان «المراغية» رسالة بديعة تتوالى كلماتها مرة منقوطة ومرة غير منقوطة، منها قوله: «"العطاء ينجي، والمطال يشجي، والدعاء يقي، والمدح ينقي، والحر يجزي..."» ، ويسمى المقامة السادسة والعشرين باسم الرقطاء، لأنها تحتوي على رسالة، تتوالى حروف كلماتها بالتبادل بين النقط وعدمه، مثل قوله: «"ونائل يديه فاض، وشح قلبه غاض، وخلف سخائه يحتلب...".» ، وفي المقامة الثامنة يخطب أبو زيد السروجي خطبة كل كلماتها غير منقوطة، بدأها بقوله: «"الحمد لله الممدوح الأسماء، المحمود الآلاء، الواسع العطاء، المدعو لحسم اللأواء، مالك الأمم، ومصور الرمم، وأهل السماح والكرم ومهلك عاد وإرم..."».

### عناية العلماء بمقامات الحريري
حظيت مقامات الحريري منذ أن ألفها الحريري باهتمام العلماء فأقبلوا عليها يشرحونها، لما زخرت به من الألفاظ والأمثال والأحاجي والألغاز، والمسائل النحوية والبلاغية، وقد أحصى «حاجي خليفة» صاحب كتاب «كشف الظنون» أكثر من خمسة وثلاثين شارحًا، منهم: 
- محمد بن علي بن عبد الله الحلي.
- محمد بن محمد المكي الصقلي المعروف بابن ظفر.
- أبو المظفر محمد بن أسعد المعروف بابن حكيم.
- عبد الله بن الحسين العكبري.
- أحمد بن عبد المؤمن من موسى الشريشي.

وقد انتبه المستشرقون منذ وقت مبكر إلى أهمية المقامات فأولوها عنايتهم وترجموها إلى لغاتهم، فقام المستشرق الهولندي «جوليوس» في سنة (1067 هـ - 1656م) بترجمة المقامة الأولى إلى اللغة اللاتينية، ثم نقل المستشرق الهولندي نفسه ست مقامات بين سنتي (1144 هـ - 1731 م) و (1153 هـ - 1740م) إلى اللاتينية.
وفي فرنسا قام المستشرق «كوسان دي برسفال» بنشر المتن العربي الكامل سنة (1337 هـ - 1918 م)، كما قام الأستاذ «دي ساسي» بجمع مخطوطات المقامات وشروحها، وعمل منها شرحًا عربيًا، وطبع المتن والشرح في باريس سنة (1238 هـ - 1822م).
كما ترجمت المقامات إلى الألمانية، وقام بالترجمة المستشرق «ركرت»، وتمتعت هذه الترجمة بشهرة واسعة في عالم الاستشراق، وتُرجمت إلى الإنجليزية سنة (1284 هـ - 1867م).
وكانت مقامات الحريري من أوائل ما طُبع من المكتبة العربية، وتوالت طبعاتها في باريس ولندن وليدن ولكنو ودلهي بالهند، والقاهرة وبيروت.

## رسائل ومؤلفات
كان للحريري رسائل أدبية إلى جانب مقاماته، لم تحتفظ بها يد الزمن، فضاعت مع ما ضاع من التراث الإسلامي الضخم، ولكن احتفظ بعض الكتب القديمة ببعض رسائله، وقد سجّل «ياقوت الحموي» في معجم الأدباء رسالتين اشتهرتا في عصر الحريري والعصور التي تلته، إحداهما عرفت بالسينية؛ لأن كلماتها جميعًا لا تخلو من السين، والأخرى اشتهرت بالشينية، لالتزام كلماتها بإيراد حرف الشين. وقد استهل الرسالة السينية التي كتبها على لسان بعض أصدقائه يعاتب صديقًا له – بقوله: «"باسم القدوس أستفتح، وبإسعاده أستنجح، سجية سيدنا سيف السلطان،… السيد النفيس، سيد الرؤساء، حُرست نفسه، واستنارت شمسه، وبسق غرسه واتسق أنسه، استمالة الجليس، ومساهمة الأنيس، ومواساة السحيق والنسيب..."».
وللحريري غير المقامات والرسائل ما يأتي:
- درة الغواص في أوهام الخواص، بيّن فيه أغلاط الكتاب فيما يستعملونه من الألفاظ بغير معناها في غير موضعها، وقد طُبع في مصر سنة (1272 هـ - 1855م).
- وملحة الأعراب في صناعة الإعراب، وهي أرجوزة شعرية وقد طُبعت في باريس وبيروت والقاهرة.

## أبناؤه
ذكر الذهبي أن الحريريّ خلّف ابنَيْن:
- نجم الدين عبد الله.
- ضياء الإسلام عُبَيْد الله، قاضي البصرة.

## وفاته
ظل الحريري في البصرة موضع تقدير أهل العلم، وجاء وضعه للمقامات فارتفعت منزلته وازدادت مكانته حتى توفي في (6 رجب 516 هـ/11 سبتمبر 1122م).

## اقرأ أيضاً
- بديع الزمان الهمذاني
- يحيى بن محمود الواسطي
- الأدب العربي
- الأدباء العرب

## روابط خارجية
- أبو محمد القاسم الحريري على موقع الموسوعة البريطانية (الإنجليزية)
- أبو محمد القاسم الحريري على موقع ميوزك برينز (الإنجليزية)